# Недзельский, Адам
Адам Войцех Недзельский (пол. Adam Wojciech Niedzielski; род. 19 ноября 1973) — польский экономист, президент Национального фонда здравоохранения Польши (2019—2020), министр здравоохранения Республики Польша (2020—2023).

## Биография
В 1997 году окончил Варшавскую школу экономики. В 2003 году получил степень доктора экономических наук, прошёл обучение в Гарвардской Школе управления им. Джона Ф. Кеннеди.
Профессиональную деятельность начал в Департаменте финансовой политики и анализа Министерства финансов Польши, где занимался макроэкономическим анализом и государственным долгом (1996—1998 годы). Работал экспертом в Гданьском институте рыночной экономики (1998—2004) и в Университете торговли и международных финансов (1999—2007).
В 2002—2007 годах был советником по экономическим вопросам в Высшей контрольной палате, занимался аналитической работой, связанной с финансовым контролем в области исполнения государственного бюджета. В 2007—2013 годах занимал должность директора департамента финансов Учреждения социального страхования (ZUS), где занимался координацией систем управленческого контроля и надзором за проектами, финансируемыми из фондов ЕС.
В период с 2013 по 2016 год работал в Министерстве юстиции, где отвечал за модернизацию финансовой сферы министерства. С февраля 2016 года, в качестве советника президента ZUS, занимался разработкой коммуникационной стратегии компании на 2016—2020 годы, а также за экономический анализ системы социальной защиты. С 23 ноября 2016 года — генеральный директор Минфина.
Решением министра здравоохранения от 12 июля 2018 года назначен заместителем президента Национального фонда здравоохранения по оперативным вопросам. С октября 2019 по август 2020 года — президент Национального фонда здоровья.
26 августа 2020 года Адам Недзельский назначен министром здравоохранения Республики Польша. 8 августа 2023 года подал прошение об отставке с должности министра. В тот же день Матеуш Моравецкий подписал указ об увольнении Недзельского.
Адам Недзельский является автором многочисленных публикаций и отчетов по системе государственного управления, государственным финансам, менеджменту и управленческому контролю.